# 李亚平 (1951年)
李亚平（1951年—），男，汉族，四川内江人，中华人民共和国政治人物，中国共产党党员，曾任资中县人民政府县长、内江市人民政府市长，现任四川省发展和改革委员会副主任。第十一届全国人民代表大会四川地区代表。

## 生平
早年毕业于成都农业机械学院（今西华大学）农业机械设计与制造专业。2008年当选为第十一届全国人大代表。